# Alex Magnum
Alex Magnum es una serie de historietas creada en 1985 por el guionista Enrique Sánchez Abulí y el dibujante Alfredo Genies para la revista "Zona 84".

## Trayectoria editorial
Alfred Geniés ideó al personaje bajo la influencia de las películas Blade Runner (1982) y Mad Max (1979-1985), poniéndose luego en contacto con Sánchez Abulí para que se encargara de los guiones. La primera historieta, titulada El novato, apareció en el número 10 de "Zona 84".
En plena crisis ya de las revistas de cómic adulto, Alex Magnum pasó prácticamente desapercibido. Tras su cancelación, Alfredo Genies fue abandonando el medio.
En 2010, coincidiendo con el 25 aniversario de su creación, Ediciones Glénat reeditó todas las historietas de la serie en un único volumen.

## Argumento y personajes
Alex Magnum es un policía de un violento futuro. 